# Bulbophyllum nieuwenhuisii
Bulbophyllum nieuwenhuisii é uma espécie de orquídea (família Orchidaceae) pertencente ao gênero Bulbophyllum. Foi descrita por Johannes Jacobus Smith em 1926.